# Hunters Point (Queens)
Pour les articles homonymes, voir Hunters Point.
Hunters Point est un quartier de l'arrondissement du Queens à New York.

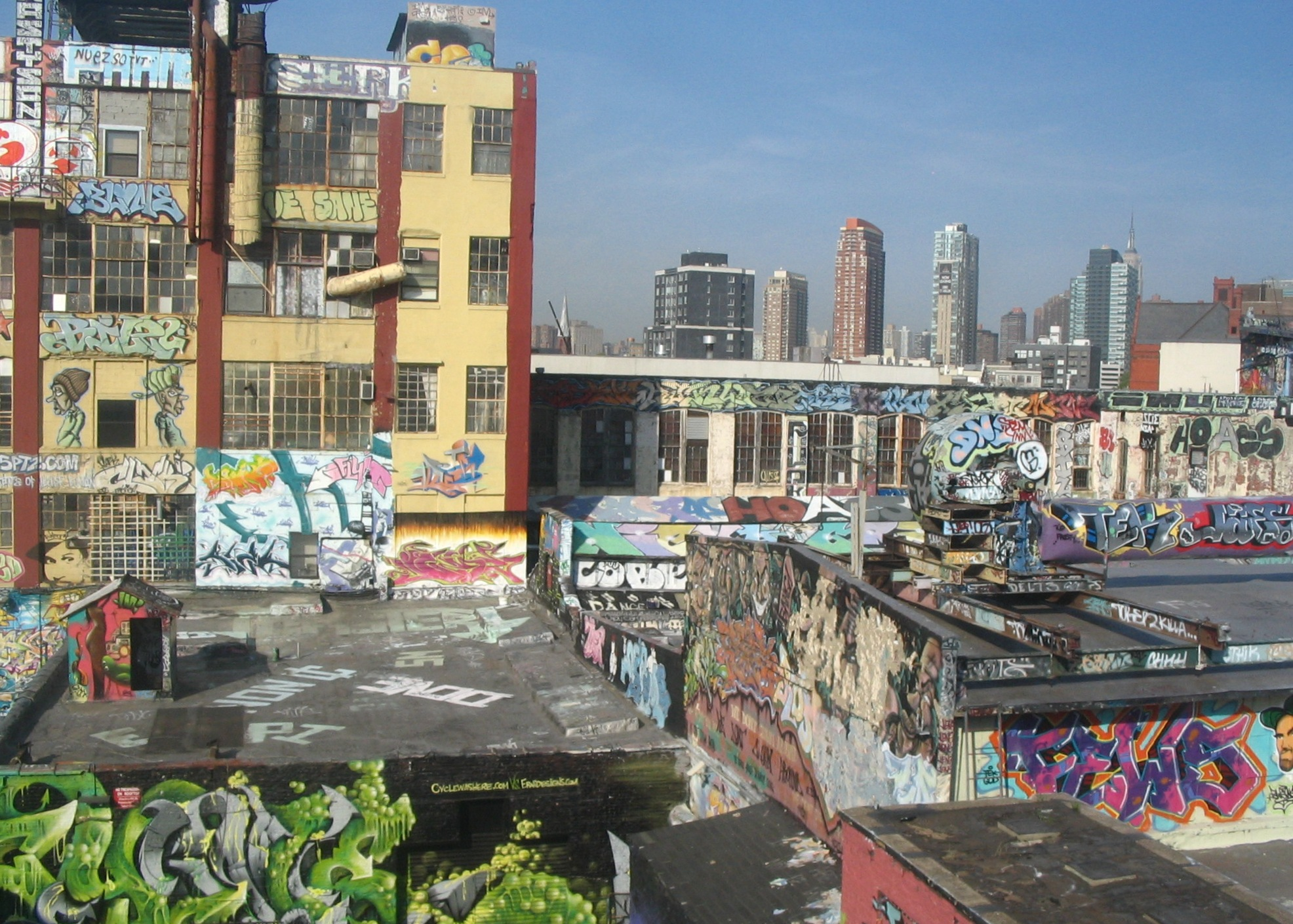
Hunters Point: le 5 Pointz building, vue depuis le métro ligne 7.

Le quartier fait partie de Queens Community Board 2. Le 4 mai 1870, Hunters Point a été constituée avec les villages de Astoria, Blissville, Ravenswood, Kills néerlandais, Middletown, Sunnyside et Bowery dans la baie de Long Island City.
Presqu'île délimitée par Newtown Creek et l'East River, Hunters Point est devenu une région hautement industrialisée au XIXe siècle. Mais à la suite de la désindustrialisation dans les années 1970 et 1980, de nombreux entrepôts et usines sont actuellement désaffectés.
Hunters Point est desservi par la ligne 7 du métro de New York et les trains du Long Island Railroad : la station de métro Hunterspoint est située à l'intersection de Hunterspoint Avenue et Skillman Avenue.
Au cours de l'été, la compagnie de New York Water Taxi exploite Water Taxi Beach, une plage publique créée artificiellement sur un quai le long de l'East River, accessible à l'angle de la Deuxième Rue et de Borden Avenue.